# Marios Gavrilis
Marios Gavrilis (Braunschweig, 19 dicembre 1985) è un attore, doppiatore e conduttore radiofonico tedesco con cittadinanza greca.

## Biografia
Gavrilis ha studiato recitazione presso l'Università di Musica e Spettacolo di Francoforte sul Meno dal 2006 al 2010. 
Dal 2010 al 2011 è stato poi membro dell'ensemble del Deutsches Schauspielhaus di Amburgo.

## Filmografia

### Cinema
- Bad Director - regia di Oskar Roehler (2024)

### Televisione
- Morgen musst Du sterben - film TV - regia di Niki Stein (2010)
- Squadra Speciale Cobra 11 (Alarm für Cobra 11 – Die Autobahnpolizei) - serie TV (1 episodio) (2017)
- A Better Place - serie TV (2024)

## Doppiaggio

### Film
- Esteban Carvajal-Alegria in Simon Werner a disparu... (2010)
- Nolan Gerard Funk in The Canyons (2013)
- Joe Adler in Maze Runner - Il labirinto (2014)
- Joshua Hill in Pride (2014)
- Michael Moshonov in ʿAravim roqdim (2014)
- Ryan Guzman in Il ragazzo della porta accanto (2015)
- Karl Glusman in Stonewall (2015)
- Jay Hernandez in Bad Moms - Mamme molto cattive (2016)
- Jack Huston in Ben-Hur (2016)
- Divian Ladwa in Lion - La strada verso casa (2016)
- Shamier Anderson in Race - Il colore della vittoria (2016)
- Andrew Leeds  in La festa prima delle feste (2016)
- Chaske Spencer in Woman Walks Ahead (2017)
- Pio Marmaï in Ritorno in Borgogna (2017)
- Peyton Alex Smith in Detroit (2017)
- Logan Marshall-Green in Castello di sabbia (2017)
- Jay Hernandez in Bad Moms 2 - Mamme molto più cattive (2017)
- Solo Sikoa in Destroyer (2018)
- Trevante Rhodes in 12 Soldiers (2018)
- Marcus Vanco in Day of the Dead: Bloodline (2018)
- Christopher Abbott in Povere creature!

### Film d'animazione
- Donkey Kong in Super Mario Bros. - Il film (2023)
- Haleth in Il Signore degli Anelli - La guerra dei Rohirrim (2024)

### Serie televisive
- Jay Ryan in Top of the Lake - Il mistero del lago (2013-2017)
- Mehcad Brooks in Supergirl (2015-2021)
- André Holland e Cuba Gooding Jr. In American Horror Story (2016-2017)
- Sammi Rotibi in Marte (2016-2018)
- Okezie Morro in La nebbia (2017)
- Mark Consuelos in Riverdale (2017-in corso)
- Jaime Lorente in La casa di carta

### Serie televisive d'animazione
- Gajeel Redfox in Fairy Tail (2009-in corso)
- Kyouhei Kadota in Durarara!! (2010)
- Okabe Rintarou in Steins;Gate (2011)
- Shun Morisaki in The Irregular at Magic High School (2014)
- Jeaha in Yona - La principessa scarlatta (2014-2015)
- Kumagami in Charlotte (2015)
- Reiner Braun in L'attacco dei giganti (2016-2023)
- Acronix in LEGO Ninjago (2017)
- Marcus Speedstar in Star Wars Resistance (2018)
- Kyogai in Demon Slayer - Kimetsu no yaiba(2019)
- Charlotte Katakuri in One Piece (2021)
- Dio Brando in Le bizzarre avventure di JoJo (2021-in corso)

### Videogiochi
- Horas in Risen 3: Titan Lords (2014)
- Ravus Nox Fleuret in Final Fantasy XV (2016)
- Theodore Wallace in The Evil Within 2 (2017)
- Dr. Charles Lindsey in Far Cry 5 (2018)
- Alexios in Assassin's Creed: Odyssey (2018)
- Sam Porter Bridges in Death Stranding (2019)
- Rain Mortal Kombat 11,Mortal Kombat 1 (2019,2023)
- Dani Rojas in Far Cry 6 (2021)
- Batman in Gotham Knights (2022)
- Sergente Zach Hammond in Dead Space (videogioco 2023) (2023)
- Venom in Spider-Man 2 (2023)
- Emmerich Voss in Indiana Jones e l'antico cerchio (2024)